# هايكه ماكاتش
هايكه ماكاتش (بالألمانية: Heike Makatsch )‏ (و. 1971  م) هي مقدمة تلفزيونية، ومغنية، وكاتبة سيناريو، وممثلة أفلام، وراوية، من ألمانيا، ولدت في دوسلدورف.

## التعليم
تعلمت في جامعة دوسلدورف.

## جوائز
حصلت على جوائز منها:
- الجائزة التلفزيونية البافارية [الإنجليزية]‏، عن عمل: Margarete Steiff  [لغات أخرى]‏ (2005)
- جائزة جريم [الإنجليزية]‏ (2003).

## وصلات خارجية
- هايكه ماكاتش على موقع IMDb (الإنجليزية)
- هايكه ماكاتش على موقع ميتاكريتيك (الإنجليزية)
- هايكه ماكاتش على موقع روتن توميتوز (الإنجليزية)
- هايكه ماكاتش على موقع مونزينجر (الألمانية)
- هايكه ماكاتش على موقع قاعدة بيانات الأفلام العربية
- هايكه ماكاتش على موقع ألو سيني (الفرنسية)
- هايكه ماكاتش على موقع ميوزك برينز (الإنجليزية)
- هايكه ماكاتش على موقع تيرنر كلاسيك موفيز (الإنجليزية)
- هايكه ماكاتش على موقع أول موفي (الإنجليزية)
- هايكه ماكاتش على موقع قاعدة بيانات الأفلام السويدية (السويدية)